# I Go Crazy Because of You
I Go Crazy Because Of You (tạm dịch: Em nổi điên vì anh) là một trong hai đĩa đơn của T-ara nằm trong album repackeage Breaking Heart cùng với I'm Really Hurt.

## Thông tin
I Go Crazy Because Of You là một bản dance được sáng tác bởi Wheesung và phát hành vào 26 tháng 2 năm 2010, ca khúc nằm trong album tái bản Breaking Heart. Sau khi T-ara ra mắt album Absolute First Album vào tháng 11 năm 2009 thì đến tháng 2 năm 2010 T-ara tái bản album của mình với tên gọi Breaking Heart. Đĩa đơn giữ vị trí thứ nhất trên bảng xếp hạng Gaon, giành được hai cúp trên Inkigayo và một cúp trên M! Countdown.

## Giải thưởng

### Chương trình âm nhạc
| Chương trình âm nhạc | Kết quả   |
| -------------------- | --------- |
| M! Countdown         | Đoạt giải |
| Inkigayo             | Đoạt giải |
| Inkigayo             | Đoạt giải |

### Bảng xếp hạng
| Bảng xếp hạng            | Vị trí ca khúc |
| ------------------------ | -------------- |
| Bảng xếp hạng Gaon Chart | 1              |